# Фол Бранч (Тенеси)
Фол Бранч (енгл. Fall Branch) насељено је место без административног статуса у америчкој савезној држави Тенеси.

## Демографија
По попису из 2010. године број становника је 1.291, што је 22 (-1,7%) становника мање него 2000. године.
| Група             | 2000.         | 2010.         |
| Белци             | 1.302 (99,2%) | 1.271 (98,5%) |
| Афроамериканци    | 0 (0,0%)      | 3 (0,2%)      |
| Азијати           | 0 (0,0%)      | 3 (0,2%)      |
| Хиспаноамериканци | 0 (0,0%)      | 3 (0,2%)      |
| Укупно            | 1.313         | 1.291         |